# Calopteryx haemorrhoidalis
Calopteryx haemorrhoidalis là loài chuồn chuồn trong họ Calopterygidae. Loài này được Vander Linden mô tả khoa học đầu tiên năm 1825.

## Hình ảnh

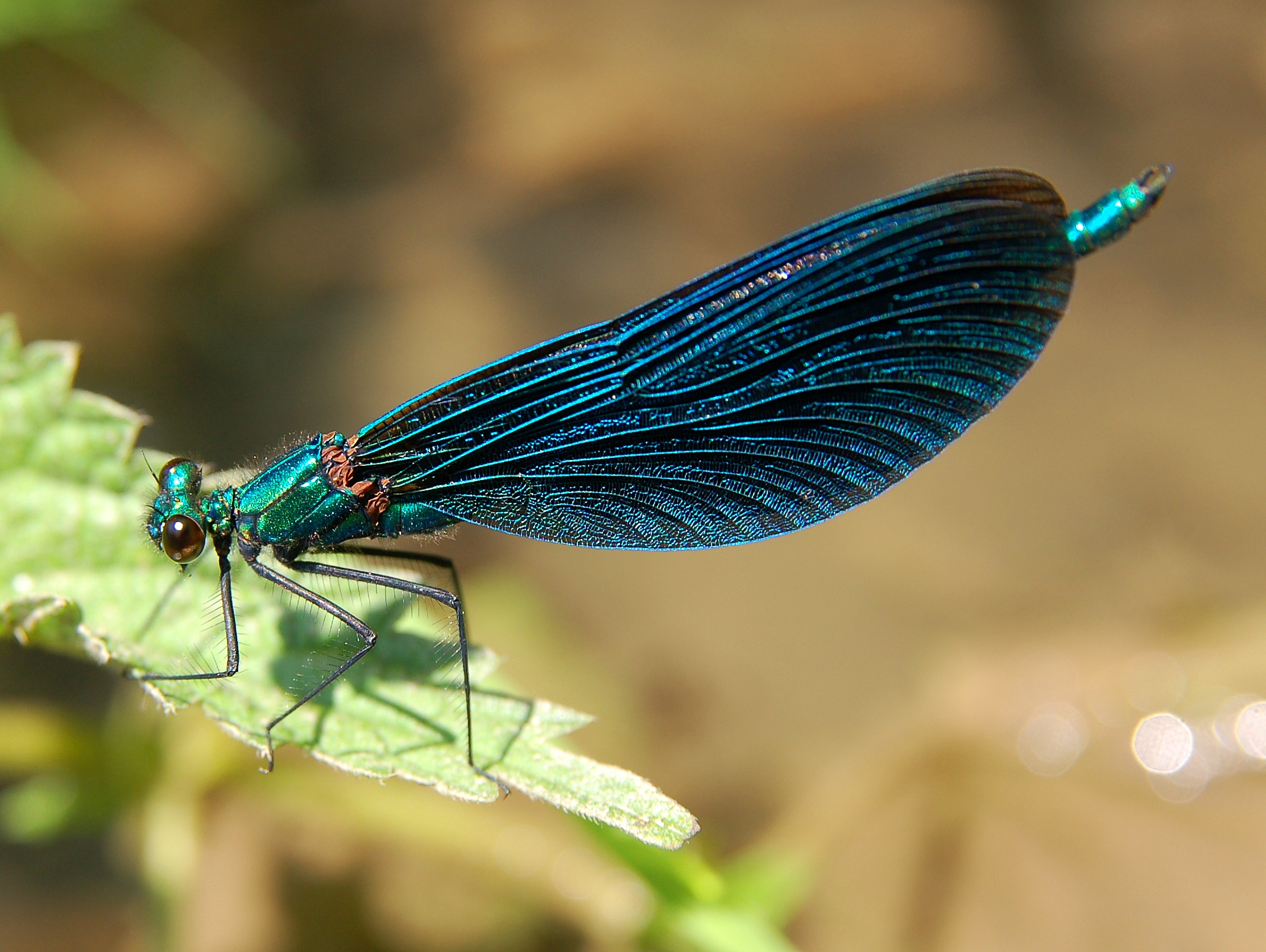
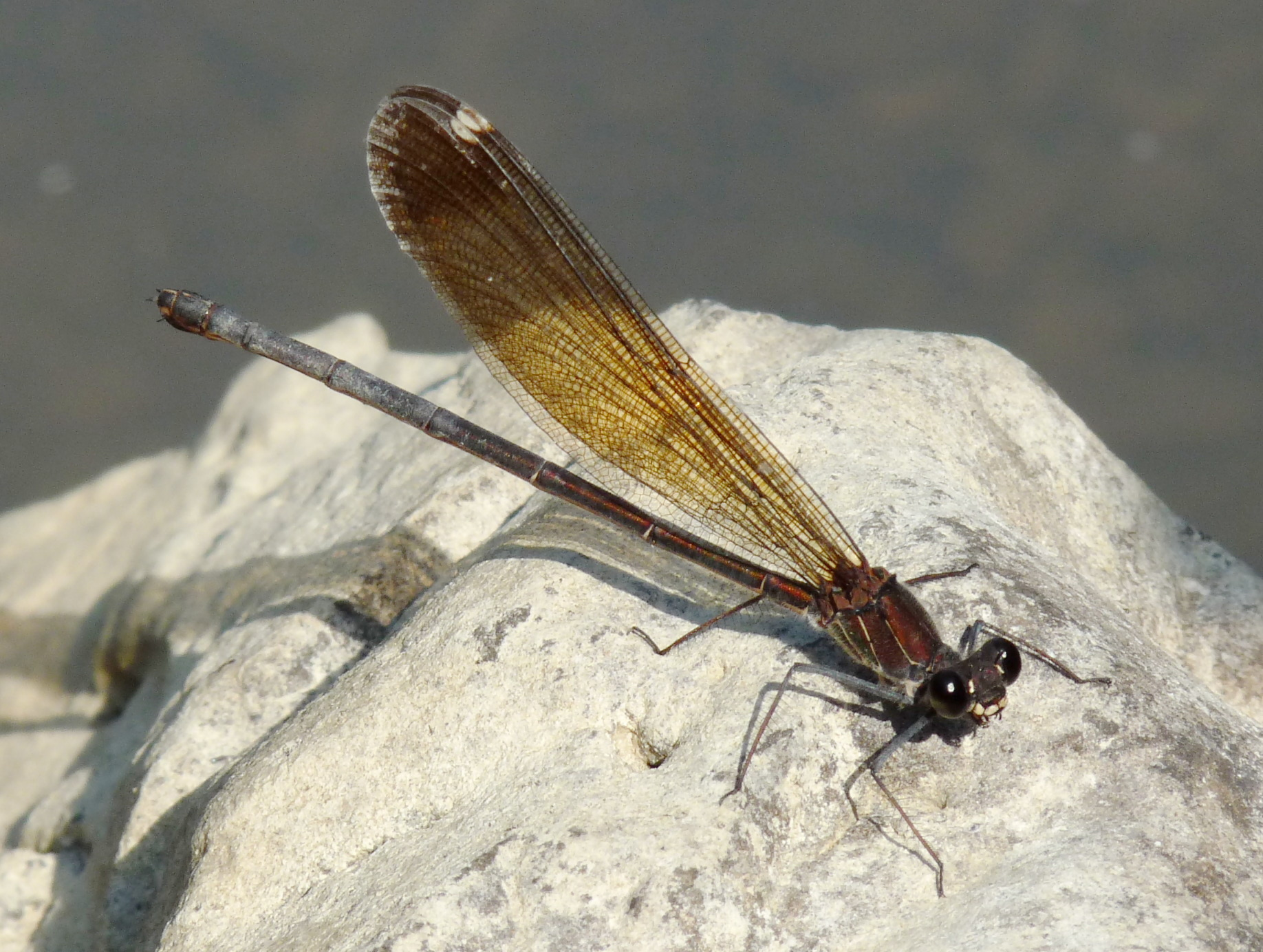
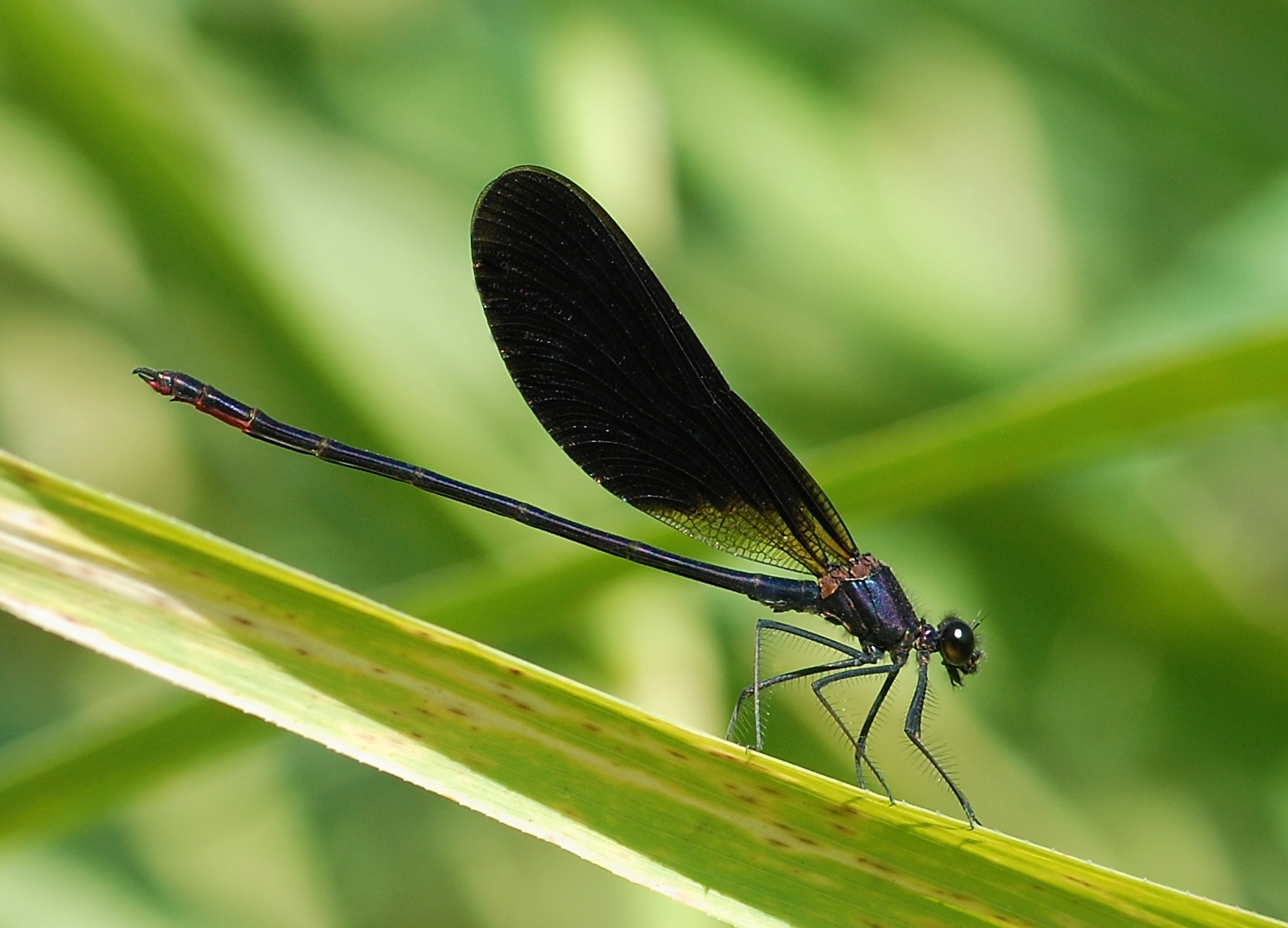
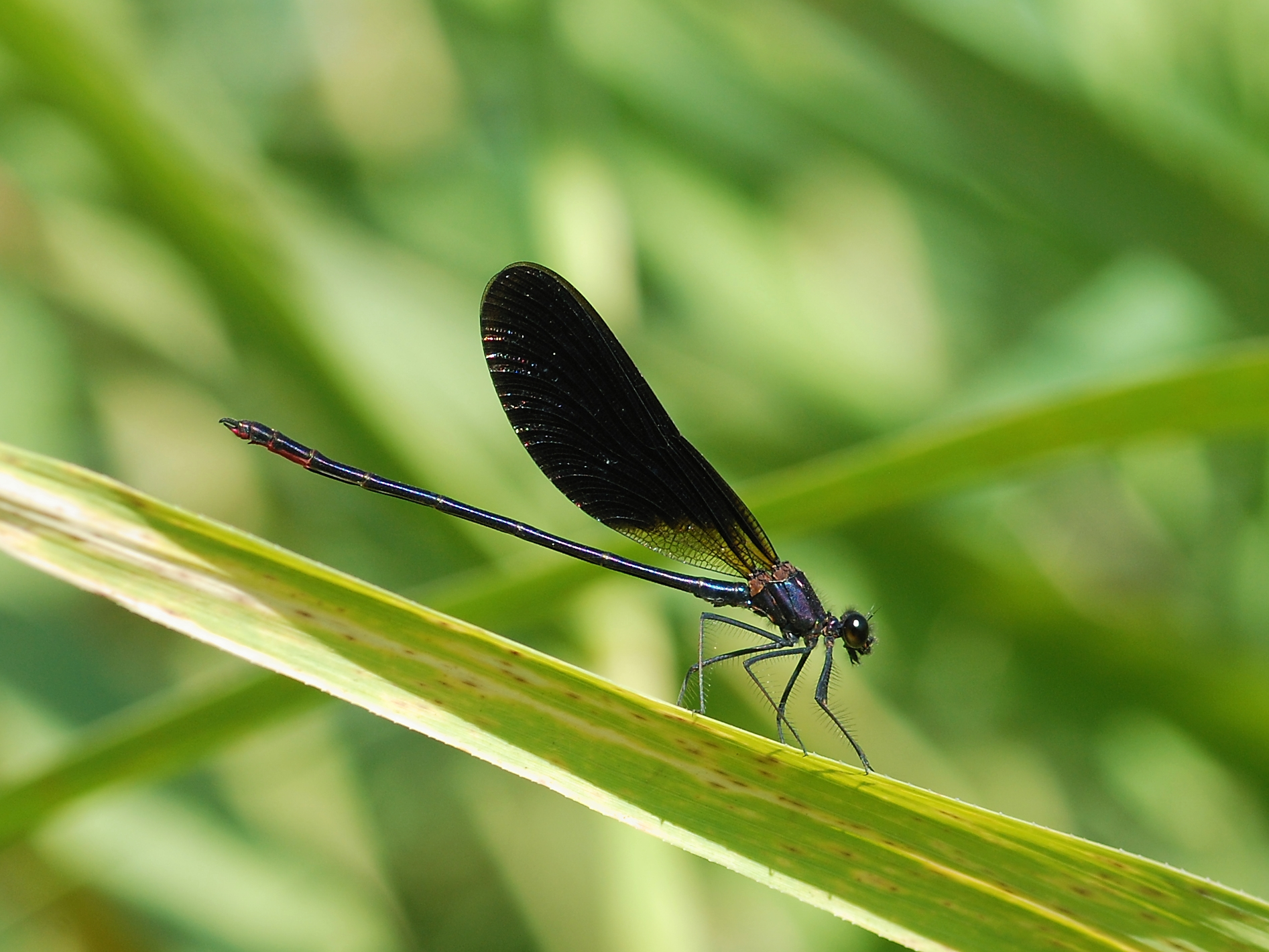